# Tragedia na Hillsborough
Tragedia na Hillsborough − określenie wydarzeń z 15 kwietnia 1989 roku na Hillsborough, stadionie należącym do klubu Sheffield Wednesday FC w Sheffield podczas meczu półfinału Pucharu Anglii pomiędzy Liverpool FC a Nottingham Forest FC, które pochłonęły 97 ofiar śmiertelnych. Wszyscy byli fanami Liverpool FC. To największa stadionowa katastrofa w historii Wielkiej Brytanii. Jej przyczyną była niewłaściwa organizacja meczu i złe zachowanie policji, która nie potrafiła zapanować nad wydarzeniami. Mecz został zatrzymany po 6 minutach pierwszej połowy.

## Stadion i organizacja meczu
W 1989 roku miejsca dla kibiców nie były numerowane, a niektóre sektory nie posiadały krzeseł. Podczas oglądania meczu część osób stała przed metalowymi kratami, odgradzającymi ich od murawy. Bilety zostały w całości wyprzedane, dlatego organizatorzy spodziewali się ponad 53 000 kibiców obu drużyn. Stadion posiadał dwie trybuny: większą Spion Kop i mniejszą Leppings Lane. Zgodnie z ówczesnymi praktykami kibiców kierowano do osobnych wejść w taki sposób, aby ich trasa nie przecinała się i wiodła bezpośrednio do trybuny przewidzianej dla fanów danej drużyny.
W 1981 roku, podczas meczu drużyn Tottenham i Wolverhampton, doszło do incydentu, w którym trzydziestu ośmiu kibiców zostało rannych. Przyczyną był niewłaściwy przydział trybun. Liczniejszą grupę kibiców Tottenhamu skierowano do mniejszej trybuny, co wywołało tłok i obrażenia. Decyzją Angielskiej Federacji Piłkarskiej przez kolejne 6 lat na stadionie Sheffield Wednesday nie odbywały się duże spotkania piłkarskie. W tym czasie nie podjęto decyzji o jego przebudowie, jak również nie wykonano żadnych działań mogących zwiększyć bezpieczeństwo kibiców.
15 kwietnia 1989 roku powtórzono błąd z 1981 roku. Do katastrofy przyczyniła się decyzja o umieszczeniu kibiców Liverpoolu na mniejszej trybunie, Leppings Lane. Większą, Spion Kop, zajęli kibice Nottingham Forest, mimo że spodziewano się, iż grupa fanów Liverpoolu będzie liczniejsza. Dodatkowo władze The Football Association nie zgodziły się na udostępnienie kibicom Liverpoolu całej trybuny, o co wnioskowały władze klubu. 
Stadion Hillsborough od 10 lat nie miał ważnego certyfikatu bezpieczeństwa. 
Nad bezpieczeństwem kibiców mieli czuwać funkcjonariusze policji, którymi dowodził David Duckenfield, oficer policji hrabstwa South Yorkshire. Objął stanowisko kierownika dziewiętnaście dni przed tragedią. Nie posiadał doświadczenia w zarządzaniu pracą funkcjonariuszy podczas imprez masowych i nie znał się na procedurach związanych z ochroną meczów.

## Przebieg tragedii
Około południa na stadion przybyli pierwsi kibice. Mecz miał rozpocząć się o 15:00. Na trybunę Leppings Lane kierowano kibiców Liverpoolu. Wejście do obiektu zostało zabezpieczone przez obrotowe bramki. Dla 10 100 osób przeznaczono jedynie 7 z 25 bramek. Trybuna była podzielona na sektory. Najbardziej atrakcyjne, oznaczone numerami 3 i 4, znajdowały się tuż za bramką Liverpoolu. Wejście do nich wiodło przez tunel.
O 14:30, pół godziny przed rozpoczęciem meczu, 5 531 kibiców wciąż przebywało na zewnątrz stadionu i nie mogło dostać się na trybunę Leppings Lane. Przy obrotowych bramkach utworzył się zator. Dodatkową przeszkodę stanowiły kolejki przed kasami. Z niewyjaśnionych powodów tylko dwie były czynne.
Około godziny 14:45 policjanci, pracujący przy obrotowych bramkach, zdali sobie sprawę z tego, że nie dadzą rady wpuścić wszystkich kibiców na czas. Ludzie niepokoili się opóźnieniem i napierali na wejścia. Policjant Roger Marshall skontaktował się przez krótkofalówkę z oficerem Davidem Duckenfieldem. Chciał poprosić o możliwość otwarcia bramy ewakuacyjnej, oznaczonej literą C. To pozwoliłoby rozładować zator przy bramkach obrotowych. David Duckenfield nie odpowiedział. Marshal czterokrotnie próbował nawiązać kontakt z oficerem.
O 14:52 Roger Marshall rozmawiał z przełożonym. David Duckenfield wydał polecenie otwarcia bramy C. W kilka minut ponad 2000 osób dostało się do obiektu. W tym momencie sektory 3 i 4 były już pełne. Powinny zostać zamknięte, podobnie jak prowadzący do nich tunel. Jednak policjanci nie zagrodzili ich i nie pokierowali ludzi do luźniejszych sektorów. Wpuścili kibiców do obiektu bez wskazania drogi. Tłum przesunął się do tunelu najbliżej bramy C, wiodącego do sektorów 3 i 4, w których nie było już miejsca. W tunelu utworzył się zator. Ludzie napierający od bramy C, przepchnęli stojących przed nimi do zatłoczonych sektorów. Z uwagi na korki drogowe część kibiców dotarła na stadion tuż przed meczem. Dostali się do środka przez bramę C i skierowali do tunelu, napierając na poprzednich.
O 14:54 piłkarze wyszli na murawę. Owacje spowodowały, że ludzie uwięzieni w zatłoczonym tunelu chcieli jak najszybciej dostać się do sektorów, aby nie przegapić początku meczu. Krzyki z sektorów 3 i 4 policja uznała za wiwaty na cześć piłkarzy. Tunel wciąż był otwarty i wchodzili do niego kolejni kibice, pchani przez stojących za nimi i napierający na tratujących się ludzi.
Punktualnie o 15:00 rozpoczął się mecz. Na dźwięk gwizdka kibice uwięzieni w tunelu próbowali dostać się do sektorów 3 i 4. Ludzie stojący najbliżej murawy, przy metalowej kracie, zostali przyciśnięci przez napierający tłum. Niektórzy próbowali uciec z sektorów 3 i 4 przeskakując płot, dzielący trybunę od murawy. Policjanci nie rozumieli zagrożenia i potraktowali to jak chuligański wybryk. Kibice znajdujący się na piętrze, nad sektorami 3 i 4 zdali sobie sprawę z tego, że ludzie na dole duszą się od naporu tłumu. Starali się ratować poszkodowanych i wciągali ich za ręce na wyższą kondygnację.
Od 15:00 do 15:06 na murawie rozgrywano mecz. Piłkarze nie zdawali sobie sprawy, że w tym czasie na trybunie Leppings Lane ginęli ludzie. W zatłoczonych sektorach wybuchła panika. Tratowani ludzie z trzech stron ogrodzeni byli wysoką kratą. Tunel wciąż był otwarty i wchodziły do niego kolejne osoby. W związku z utrudnieniami drogowymi wielu kibiców pojawiło się przed kasami, gdy mecz już się rozpoczynał. Jako że otwarte zostały tylko dwie bramy prowadzące na trybunę Leppings Lane, tłum po rozpoczęciu spotkania zaczął napierać na bramy. 
O godzinie 15:04 Peter Beardsley, piłkarz Liverpoolu, trafił w poprzeczkę bramki po drugiej stronie boiska. Krzyki kibiców z innych części stadionu zagłuszyły wołanie o pomoc. Ludzie forsowali kraty, aby wydostać się na murawę. Policjanci zdali sobie sprawę z tego, co się dzieje w sektorach 3 i 4. Piłkarze zauważyli ludzi przechodzących przez kraty na boisko i zaniepokoili się.
O 15:06 policjant Roger Greenwood wbiegł na murawę i nakazał sędziemu przerwanie gry. Między policjantami doszło do nieporozumień. Część nie wiedziała, co robić, gdyż David Duckenfield nie wydawał żadnych rozkazów. Pod wpływem napierającej masy ludzi runęła jedna z barier odgradzających trybunę od boiska. Większość ofiar została zaduszona lub zadeptana. 
O 15:15 na murawę wjechał ambulans. Łącznie do boiska przy Leppings Lane dotarły tylko dwie karetki. Jedynie 14 z 96 ofiar śmiertelnych trafiło do szpitala. Większość kibiców nie wiedziała, co dzieje się za bramką Liverpoolu i z jakiego powodu mecz został przerwany. 
Do godziny 16:00 zwłoki ofiar ułożono w miejscu, które wcześniej służyło jako baza funkcjonariuszy policji.

## Ofiary

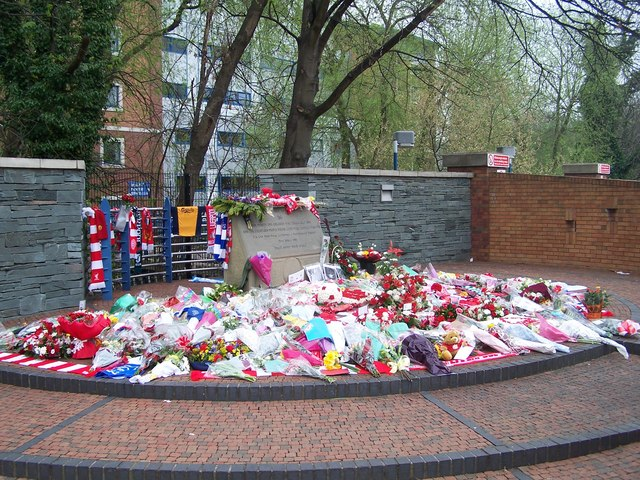
Kwiaty złożone pod pomnikiem ofiar tragedii

W wyniku tragedii, w 1989 roku, zginęło 97 osób, a 766 zostało rannych. Większość miała połamane żebra i inne urazy w obrębie klatki piersiowej. Ostatnia ofiara tragedii zmarła w marcu 1993 roku, w wieku 22 lat. Był to Tony Bland, przebywający od czterech lat w stanie wegetatywnym, na skutek urazu mózgu.
Dokładny czas śmierci większości ofiar nie został ustalony z uwagi na chaos panujący na stadionie. Zakłada się, że część zginęła jeszcze przed rozpoczęciem meczu, po otwarciu bramy C i dotarciu tłumu do tunelu, to jest od 14:57 do 15:00. Większość ofiar zmarła tego samego dnia. Wyjątek stanowią: Lee Nicol (lat 14), który zmarł 17 kwietnia w szpitalu, oraz Tony Bland (lat 22), który zmarł cztery lata po tragedii.
Za przyczynę śmierci 94 ofiar uznano asfiksję. John Alfred Anderson (lat 62) zmarł dwie minuty po przerwaniu meczu, na skutek pęknięcia aorty brzusznej, Tony Bland (lat 22) na skutek urazu mózgu.
38 ofiar miało mniej niż 19 lat, 40 było w wieku od 20 do 29 lat. Najmłodszą ofiarą katastrofy na Hillsborough był 10-letni Jon-Paul Gilhooley, kuzyn wieloletniego kapitana the Reds, Stevena Gerrarda. Najstarszą Gerard Bernard Patrick Baron (lat 67), emerytowany pracownik pocztowy, którego brat Kevin Baron był piłkarzem Liverpoolu.
| Przedział wiekowy ofiar | Razem | Mężczyźni | Kobiety |
| ----------------------- | ----- | --------- | ------- |
| 10 - 19 lat             | 38    | 36        | 2       |
| 20 - 29 lat             | 41    | 37        | 4       |
| 30 - 39 lat             | 12    | 11        | 1       |
| 40 - 49 lat             | 3     | 3         | 0       |
| 50 - 59 lat             | 1     | 1         | 0       |
| Powyżej 60 lat          | 2     | 2         | 0       |
| Razem:                  | 97    | 90        | 7       |

Stephen Whittle nazywany był dziewięćdziesiątą siódmą ofiarą tragedii (przed śmiercią w 2021 roku okaleczonego Andrew Devine'a, 32 lata po tragedii). Nie mógł pojechać na mecz, a swój bilet odsprzedał przyjacielowi, który zginął na trybunie Leppings Lane. Stephen Whittle obwiniał się za jego śmierć i 22 lutego 2011 roku popełnił samobójstwo. Uprzednio przeznaczył 61 tysięcy funtów na budowę pomnika „Hillsborough memorial Trust”.

## Śledztwa w sprawie tragedii

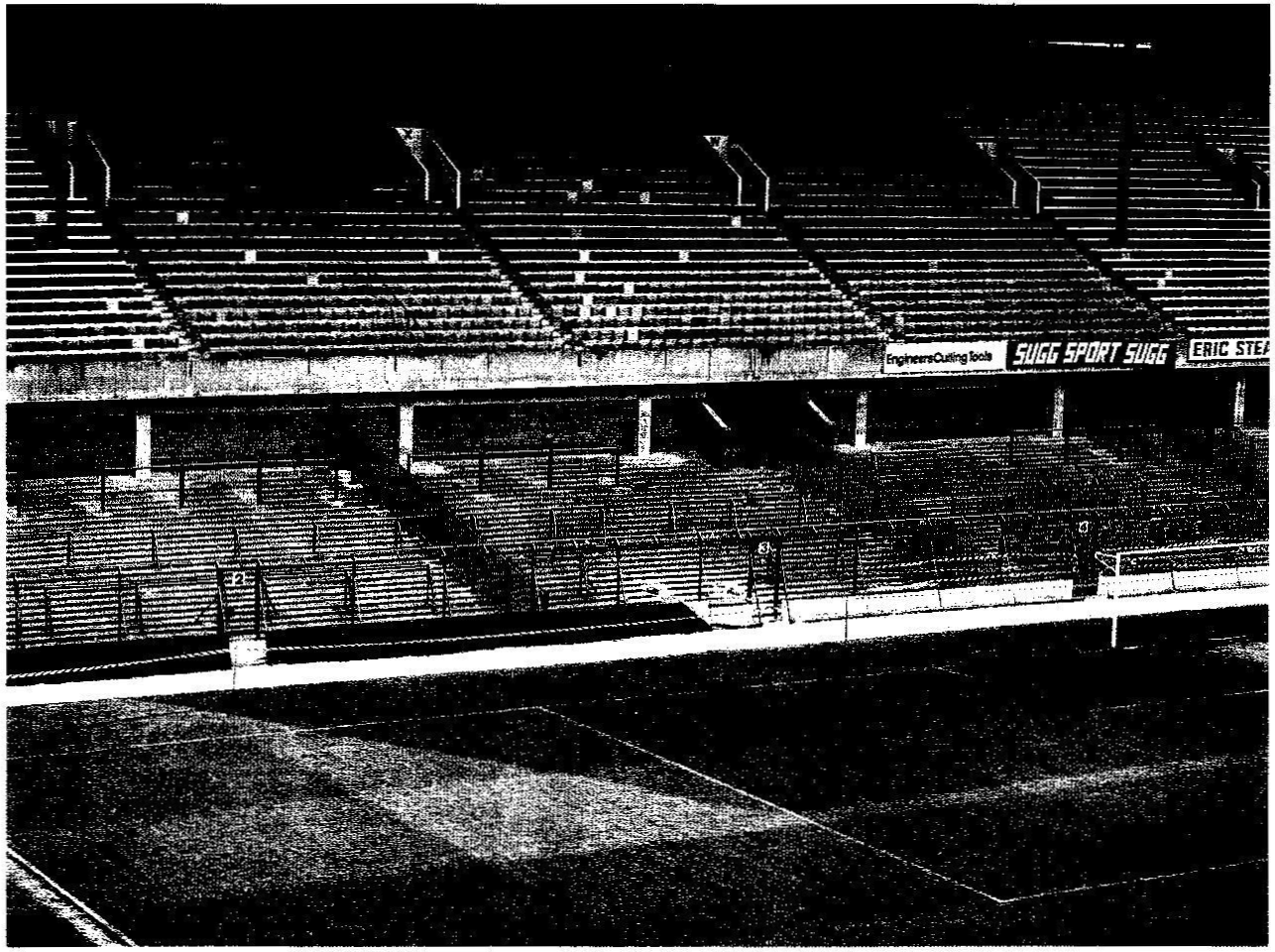
Zdjęcie sektorów 3 i 4, gdzie doszło do tragedii, pochodzące z raportu Taylora

16 kwietnia 1989 roku do Hillsborough przyjechali Margaret Thatcher i Douglas Hurd, minister spraw wewnętrznych. 17 kwietnia Peter Murray Taylor otrzymał polecenie przeprowadzenia dochodzenia. Z wydarzeniem wiązał się chaos informacyjny. Duckenfield zaprzeczył, że wydał polecenie otwarcia bramy C i sugerował, że została wyłamana siłą przez kibiców. Relacje policjantów były odmienne od relacji świadków i poszkodowanych.
Efektem tragedii na Hillsborough oraz Heysel był Raport Taylora, ministra sprawiedliwości Zjednoczonego Królestwa. Miał on przedstawić przyczyny tragedii oraz pomysły rozwiązań koniecznych do poprawy bezpieczeństwa na angielskich stadionach. Raport ten nakazywał wprowadzenie numerowanych krzesełek w każdym sektorze, zakaz udostępniania miejsc stojących i wiele innych. Peter Taylor w swoim raporcie po katastrofie skrytykował zarówno wybór przez angielski Związek Piłkarski na mecz półfinałowy stadionu Hillsborough, jak i stan trybuny Leppings Lane, ale nie obwinił za katastrofę związku, co jest często krytykowane przez organizacje walczące o sprawiedliwość dla ofiar. Częściowy raport Taylora został ogłoszony w sierpniu 1989 roku, końcowy w styczniu 1990 roku. Taylor wskazał na zaniedbania, jednak nie znalazł dowodów pozwalających postawić zarzuty karne.
W sierpniu 1998 roku rodziny ofiar wystosowały pozew przeciwko przełożonym policji. Sprawa trafiła do sądu w 2000 roku. 
Od 2009 do 2012 roku tragedię analizowała niezależna komisja badawcza o nazwie „Hillsborough Independent Panel”. We wrześniu 2012 roku opublikowała ustalenia, wedle których odpowiedzialność za wypadek spoczywała na organizatorach meczu i policji. Stwierdzono ponadto, że 41 ofiar śmiertelnych mogło zostać uratowanych, gdyby szybciej zareagowano na sytuację kryzysową. Do raportu odniósł się między innymi David Cameron, który skierował słowa przeprosin do rodzin ofiar. 
W grudniu 2012 roku uchylono poprzedni wyrok, uznający że śmierć ofiar była nieszczęśliwym wypadkiem. 
W 2014 rozpoczęło się nowe dochodzenie, mające na celu ustalić między innymi to, czy oficer Duckenfield zaniedbał obowiązki.  W 2015 roku Duckenfield przyznał, że wydał polecenie otwarcia bramy C, a tunel prowadzący do sektorów 3 i 4 nie został zamknięty.  26 kwietnia 2016 roku w sprawie zapadł wyrok. Uznano, że działania Duckenfielda były zaniedbaniem, a śmierć ofiar wynikała z wpuszczenia przez bramę C zbyt dużej liczby ludzi i wadliwą budowę stadionu. 
W styczniu 2019 roku rozpoczął się kolejny proces w tej sprawie.  W listopadzie 2019 roku Duckenfield został uznany za niewinnego spowodowania śmierci 95 osób (z postępowania wyłączono ofiarę, która zmarła cztery lata po tragedii).

## Przyczyny tragedii

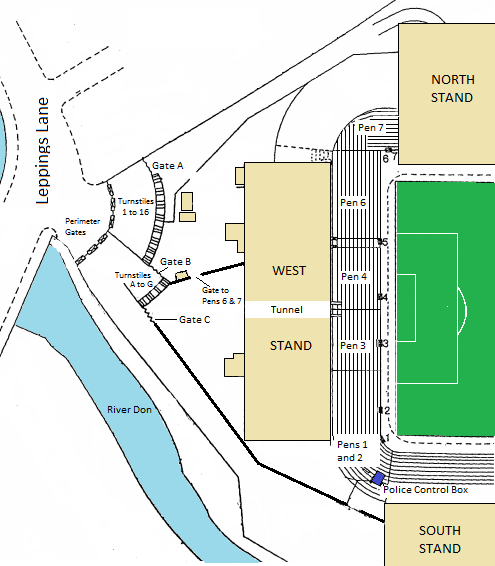
Plan części stadionu z zaznaczeniem bramy C oraz sektorów 3 i 4

W toku prowadzonych od 1989 roku analiz ustalono, że do tragedii i śmierci ofiar doprowadziły następujące błędy:
- Stadion nie posiadał certyfikatu bezpieczeństwa, a jego konstrukcja była wadliwa.
- Na trybunie Leppings Lane znajdowało się zbyt wiele osób.
- Nie dostosowano liczby bramek obrotowych do przewidywanej liczby kibiców.
- Decyzja o otwarciu bramy C była błędna, jeśli jednocześnie nie zamknięto tunelu prowadzącego do przepełnionych sektorów i nie kierowano ludzi tam, gdzie mogli swobodnie zająć miejsca, bez narażenia innych na niebezpieczeństwo.
- Nie cofnięto ludzi z tunelu, aby nie napierali na przepełnione sektory 3 i 4.
- Start meczu powinien zostać opóźniony, aby kibice mogli swobodnie znaleźć się na trybunach.
- Komunikacja pomiędzy policjantami a ich dowódcą nie przebiegała prawidłowo.
- Komunikacja pomiędzy policjantami, pracującymi w różnych częściach stadionu, również nie przebiegała prawidłowo. Przed otwarciem bramy C funkcjonariusze powinni zabezpieczyć wejście do tunelu, prowadzącego do zapełnionych sektorów, o czym powinni dowiedzieć się od policjantów obserwujących ten fragment trybuny z murawy boiska.
- Wchodzenie do sektorów tak dużej grupy ludzi podczas trwającego meczu w ogóle nie powinno mieć miejsca, gdyż krzyki innych kibiców nie pozwoliły policji prawidłowo rozeznać się w sytuacji zagrożenia.
- Lekarze i pielęgniarki zostali wezwani przez system głośnomówiący dopiero po 30 minutach od wydarzenia. Pierwszej pomocy rannym udzielały w dużej mierze osoby przypadkowe, które akurat znalazły się w pobliżu, nie zaś wykwalifikowany personel medyczny.
- Tragedii można było uniknąć poprzez odpowiednie rozmieszczenie ludzi w poszczególnych częściach stadionu i opóźnienie startu meczu do czasu, kiedy zajmą miejsca na trybunach.

## Pamięć o ofiarach

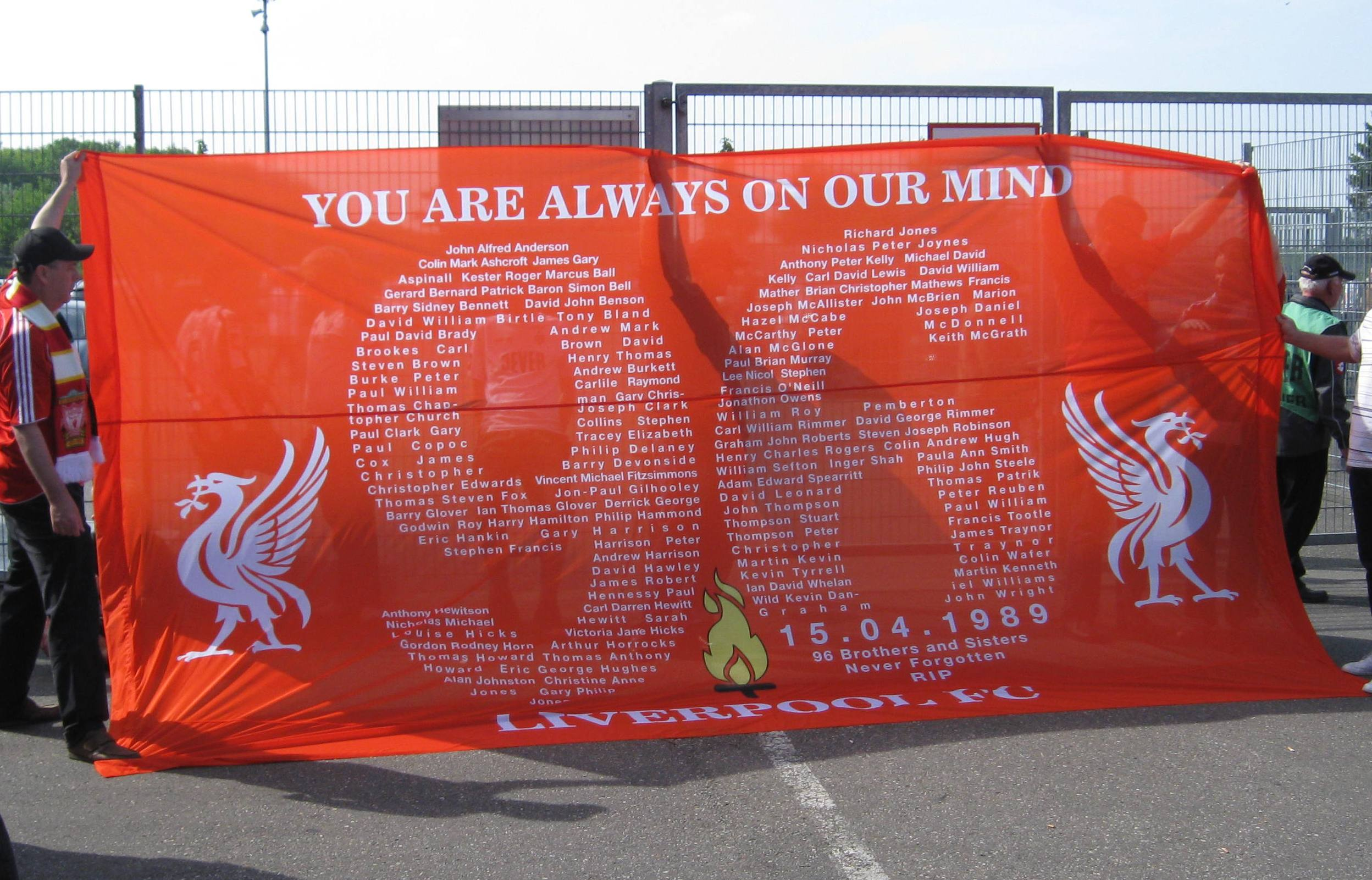
Kibice Liverpoolu wieszają baner z nazwiskami ofiar

Pamięci ofiar tragedii poświęcono kilka pomników, między innymi „The Hillsborough Memorial Anfield”, na którym znajdują się nazwiska zmarłych oraz monument z brązu na Old Haymarket, wykonany przez artystę Toma Murphy'ego. 15 kwietnia 1999 roku, w dziesiątą rocznice tragedii, odsłonięto pomnik ku czci ofiar na stadionie. 
W ratuszu w Liverpoolu znajduje się zegar wykonany przez Johna Cliftona, upamiętniający wypadek. Jego wskazówki zatrzymały się na godzinie 15:06. 
Rodziny ofiar założyły organizację „Family Support Group”. Kieruje nią Trevor Hicks, którego dwie córki (Victoria Jane Hicks, lat 15 i Sarah Louise Hicks, lat 19) oglądały mecz z trybuny Leppings Lane i zmarły w wyniku odniesionych obrażeń. W 2014 roku Steven Gerrard, kapitan zespołu FC Liverpool przekazał 96 tysięcy funtów na pomoc ofiarom tragedii, w której zginął jego kuzyn (wówczas dziesięcioletni). 
Liverpool Football Club nigdy później nie rozegrał żadnego meczu 15 kwietnia. Co roku na wiosnę piłkarze FC Liverpool grają w koszulkach z numerem 96, symbolizującym ofiary tragedii.

## Publikacje książkowe
Tragedii zostały poświęcone następujące książki:
- Rogan Taylor, Andrew Ward i Tim Newburn „The Day of the Hillsborough Disaster: A Narrative” (pierwsze wydanie w 1995 roku). Publikacja zawiera relacje świadków, głównie policjantów i kibiców[51][52].
- Phil Scraton „Hillsborough: The Truth” (pierwsze wydanie w 1999 roku). Literatura faktu. Autor jest kryminologiem. Pracował w niezależnej komisji badawczej „Hillsborough Independent Panel”, której działania przyczyniły się do kluczowych ustaleń dotyczących przebiegu tragedii i wznowienia dochodzeń[53].
- Danny Rhode „Fan” (pierwsze wydanie w 2014 roku). Proza fabularyzowana. Autor relacjonuje swoje wspomnienia z tragedii. Był obecny na stadionie[54].
- Mike Nicholson „The Hillsborough Disaster: In Their Own Words” (pierwsze wydanie w 2016 roku). Dokument, literatura faktu. Zawiera relacje rodzin ofiar i świadków[55][56].
- Kevin Sampson „Hillsborough Voices: The Real Story Told by the People Themselves” (pierwsze wydanie w 2016 roku). Literatura faktu z relacjami świadków[57].
- David Cain „Truth Street” (pierwsze wydanie w 2019 roku, z okazji trzydziestolecia tragedii). Fabularyzowana wersja wydarzeń[58].

## Filmy i teatr
5 grudnia 1996 roku miała miejsce premiera pierwszego filmu, poświęconego tragedii, zatytułowanego „Hillsborough”, w reżyserii Charles’a McDougalla. W filmie wystąpił między innymi Christopher Eccleston, który wcielił się w rolę Trevora Hicksa, ojca dwóch córek, które zginęły w wyniku wydarzeń na stadionie.
8 maja 2016 roku miała miejsce premiera filmu dokumentalnego „Hillsborough”, w reżyserii Daniela Gordona. Wystąpili w nim świadkowie wydarzeń oraz krewni ofiar.
Tragedia została również przedstawiona w sztuce teatralnej z 1999 roku zatytułowanej „Waiting For Hillsborough”, której autorem jest Lance Nielsen.